# (33768) 1999 RV107
1999 RV107 (asteroide 33768) é um asteroide da cintura principal. Possui uma excentricidade de 0.19281090 e uma inclinação de 6.31935º.
Este asteroide foi descoberto no dia 8 de setembro de 1999 por LINEAR em Socorro.